# Мево-Хорон
Мево-Хорон (ивр. מבוא חורון‎) — израильский религиозный мошав, расположенный в южной части Самарии, в 18 км от Иерусалима. Административно относится к региональному совету Мате-Биньямин.

## История
Поселение было основано еврейской молодежной организацией Эзра в 1970 году и названо в честь библейского города Бейт-Хорон, который был расположен недалеко от современной израильской деревни «Бейт-Хорон». На современном месте мошав находится с 1974 года.

## Население
По данным Центрального статистического бюро Израиля, население на начало 2020 года составляло 2 669 человек.